# Destroy Rebuild Until God Shows
Destroy Rebuild Until God Shows (afgekort geschreven als D.R.U.G.S.) is een Amerikaanse post-hardcoreband afkomstig Pontiac, Michigan.

## Biografie
De band werd begin 2010 opgericht door Craig Owens, die de band Chiodos kort daarvoor verlaten had. Op zijn persoonlijke YouTube-kanaal, maakte hij vervolgens een voor een de bandleden bekend die hij voor zijn nieuwe project had gerekruteerd. Dit waren drummer Aaron Stern (van Matchbook Romance), gitarist Nick Martin (van Underminded), gitarist Matt Good (van First to Last) en bassist Adam Russell.
De band gaf haar eerste live concerten twee weken na het uitbrengen van hun eerste single, If You Think This Song Is About You, It Probably Is, in een uitverkochte Pike Room inside The Crofoot te Pontiac, Michigan op 28 en 29 november. Op 22 februari 2011 bracht de band via Sire Records/DCD2 Records haar zelf-getitelde debuutalbum uit. De rest van het jaar spendeerde de band vooral toerend te promotie van het album. Zo gaf de band een 7-daagse tour door het Verenigd Koninkrijk, toerde ze met bands als Black Veil Brides en I See Stars voor de Alternative Press Tour en stonden ze op het hoofdpodium van de Vans Warped Tour. Op 12 juli 2011 bracht de band ook nog een live-EP uit, getiteld Live From Hot Topic. Hierna speelde de band nog tijdens de Counter Revolution tour in Australië en de WWIII Tour naast bands als  Asking Alexandria en Hollywood Undead.
Op 18 januari 2012 maakte de band bekend dat bassist Adam Russell de band zou verlaten. Tai Wright zou hem vervangen tijdens de zevenweekse Strength In Numbers tour, waarvan zij het hoofdprogramma zouden zijn. Op 27 april maakte de band bekend dat Craig Owens weer terug zou keren naar zijn eerdere band, Chiodos. De rest van de band zag geen heil in een voortzetting zonder Owens en de band werd ontbonden.
Door de jaren heen deden meermaals geruchten de ronde over een mogelijke terugkeer van de band. In 2020 bracht de band inderdaad opnieuw een single uit en werd aangekondigd dat Craig Owens D.R.U.G.S. nieuw leven zou inblazen als solo-project.

## Bezetting
Huidige leden
- Craig Owens – leidende vocalen (2010–2012, 2020-heden)

Voormalige leden
- Matt Good – leidende gitaar, vocalen, keyboards, synthesizers (2010–2012)
- Nick Martin – slaggitaar, achtergrondvocalen (2010–2012)
- Adam Russell – bas, achtergrondvocalen (2010–2012)
- Aaron Stern – drums, percussie (2010–2012)

Tijdlijn

## Discografie
Studioalbums
| Jaar | Album      | Label           | Hoogste notering in de Amerikaanse hitlijsten | Hoogste notering in de Amerikaanse hitlijsten | Hoogste notering in de Amerikaanse hitlijsten |
| Jaar | Album      | Label           | US 200                                        | US Hard Rock                                  | US Digital                                    |
| ---- | ---------- | --------------- | --------------------------------------------- | --------------------------------------------- | --------------------------------------------- |
| 2011 | D.R.U.G.S. | Sire/Decaydance | 29                                            | 1                                             | 14                                            |

Ep's
| Jaar | Album               | Label      |
| ---- | ------------------- | ---------- |
| 2011 | Live From Hot Topic | Decaydance |